# دیسکاوری فمیلی
دیسکاوری فمیلی (انگلیسی: Discovery Family) یک شبکه تخصصی خانوادگی آمریکایی است که متعلق به ارتباطات دیسکاوری است.